# Robin Renucci

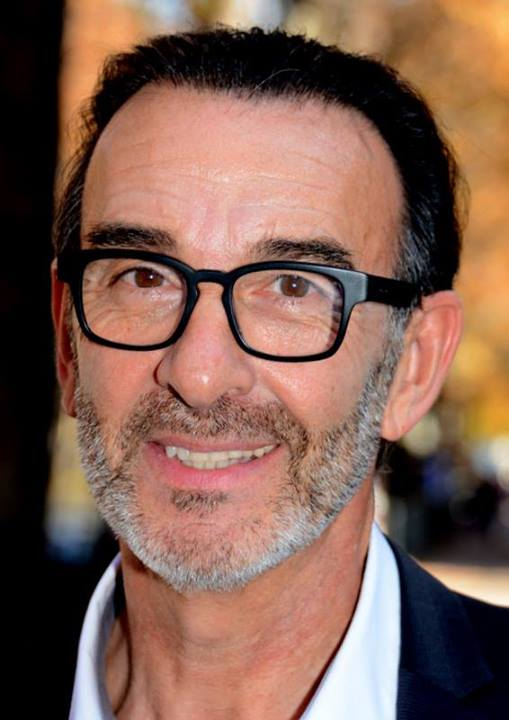
Robin Renucci (2013)

Robin Renucci (* 11. Juli 1956 in Le Creusot, Frankreich, als Daniel Robin-Renucci) ist ein französischer Schauspieler und Filmregisseur. 

## Biografie
Daniel Robin-Renucci wuchs in Auxerre auf. Sein Schauspielstudium beendete er 1981 am renommierten Pariser Conservatoire national supérieur d’art dramatique. Anschließend spielte er Theater und debütierte in Michel Devilles Krimi-Drama Stille Wasser an der Seite von Isabelle Huppert und Jean-Louis Trintignant auf der Leinwand. Für seine Rolle des Forster in Jean-Charles Tacchellas Komödie Die Kunst, verliebt zu sein wurde Renucci bei der Verleihung des französischen Filmpreises César 1986 als Bester Hauptdarsteller nominiert. Nachdem er 1998 mit dem Fernsehfilm La Femme d’un seul homme als Regisseur debütiert hatte, drehte er 2007 mit Sempre vivu! seinen ersten Kinofilm.

## Filmografie (Auswahl)
Schauspiel
- 1981: Stille Wasser (Eaux profondes)
- 1982: Die Legion der Verdammten (Les Misérables)
- 1982: Entscheidung am Kap Horn (Les Quarantièmes rugissants)
- 1982: Nina (Invitation au voyage)
- 1983: Die kleine Bande (La Petite bande)
- 1983: Die Spur der Zeit (La Trace)
- 1983: Entre Nous – Träume von Zärtlichkeit (Coup de foudre)
- 1984: Fort Saganne
- 1984: Der Flug der Sphinx (Le Vol du Sphinx)
- 1985: Die Kunst, verliebt zu sein (Escalier C)
- 1985: Höllenzug (Train d’enfer)
- 1985: Verraten und verkauft (La Baston)
- 1986: Ein Tag in Paris (Suivez mon regard)
- 1987: Masken (Masques)
- 1989: Die große Kapriole (La Grande cabriole)
- 1990: Aventure de Catherine C.
- 1990: Der kleine Tod der feinen Damen (Dames galantes)
- 1990: Die Hure des Königs (La Putain du roi)
- 1992: Ich denke an euch (Je pense à vous)
- 1993: In Liebe (L‘Écrivain public)
- 1996: Stille Wasser sind tief (Méfie-toi de l’eau qui dort)
- 1997: Der verschwundene Sohn (L’Enfant perdu)
- 1999: Das Liebesdrama von Venedig (Les Enfants du siècle)
- 2001: 20 Stunden und nichts ist mehr wie es war (L’Interpellation)
- 2001: Taking Sides – Der Fall Furtwängler (Taking Sides)
- 2003: Die Träumer (The Dreamers)
- 2004: Arsène Lupin – Der König unter den Dieben (Arsène Lupin)
- 2006: Geheime Staatsaffären (L’Ivresse du pouvoir)
- 2007: Späte Entscheidung (La Surprise)
- 2008: Female Agents – Geheimkommando Phoenix (Les Femmes de l’ombre)
- 2009: Almasty – Die Spur des Schneemenschen (Almasty, la dernière expédition)
- 2009–2017: Un Village Français – Überleben unter deutscher Besatzung (Un village français) (TV-Serie, 71 Folgen)
- 2021: Leonardo (Fernsehserie)
- 2023: Jeanne du Barry

Regie
- 1998: La Femme d’un seul homme
- 2007: Sempre vivu!

## Auszeichnungen
- César 1986: Nominierung als Bester Hauptdarsteller für Die Kunst, verliebt zu sein